# Onthophagus mayeri
Onthophagus mayeri es una especie de insecto del género Onthophagus, familia Scarabaeidae, orden Coleoptera.

## Historia
Fue descrita científicamente por Harold en 1876.